# Micromia expectans
Tripteridia expectans là một loài bướm đêm trong họ Geometridae.